# Chi Xoài
Chi Xoài (danh pháp khoa học: Mangifera) thuộc họ Đào lộn hột (Anacadiaceae), là những loài cây ăn quả vùng nhiệt đới. Người ta không biết chính xác nguồn gốc của xoài, nhưng nhiều người tin là chúng có nguồn gốc ở Nam và Đông Nam Á, bao gồm miền đông Ấn Độ, Myanma, Bangladesh theo các mẫu hóa thạch được tìm thấy ở khu vực này có niên đại khoảng 25 tới 30 triệu năm trước. Trong kinh Vệ Đà có chỉ dẫn tới xoài như là "thức ăn của các vị thần".

## Từ nguyên
Tên gọi khoa học của chi này (mangifera) có nguồn gốc từ manga trong tiếng Malayalam Lưu trữ ngày 3 tháng 5 năm 2006 tại Wayback Machine, và được những người Bồ Đào Nha phổ biến sau khi họ thám hiểm Ấn Độ, vì thế mà có từ manga trong tiếng Bồ Đào Nha.

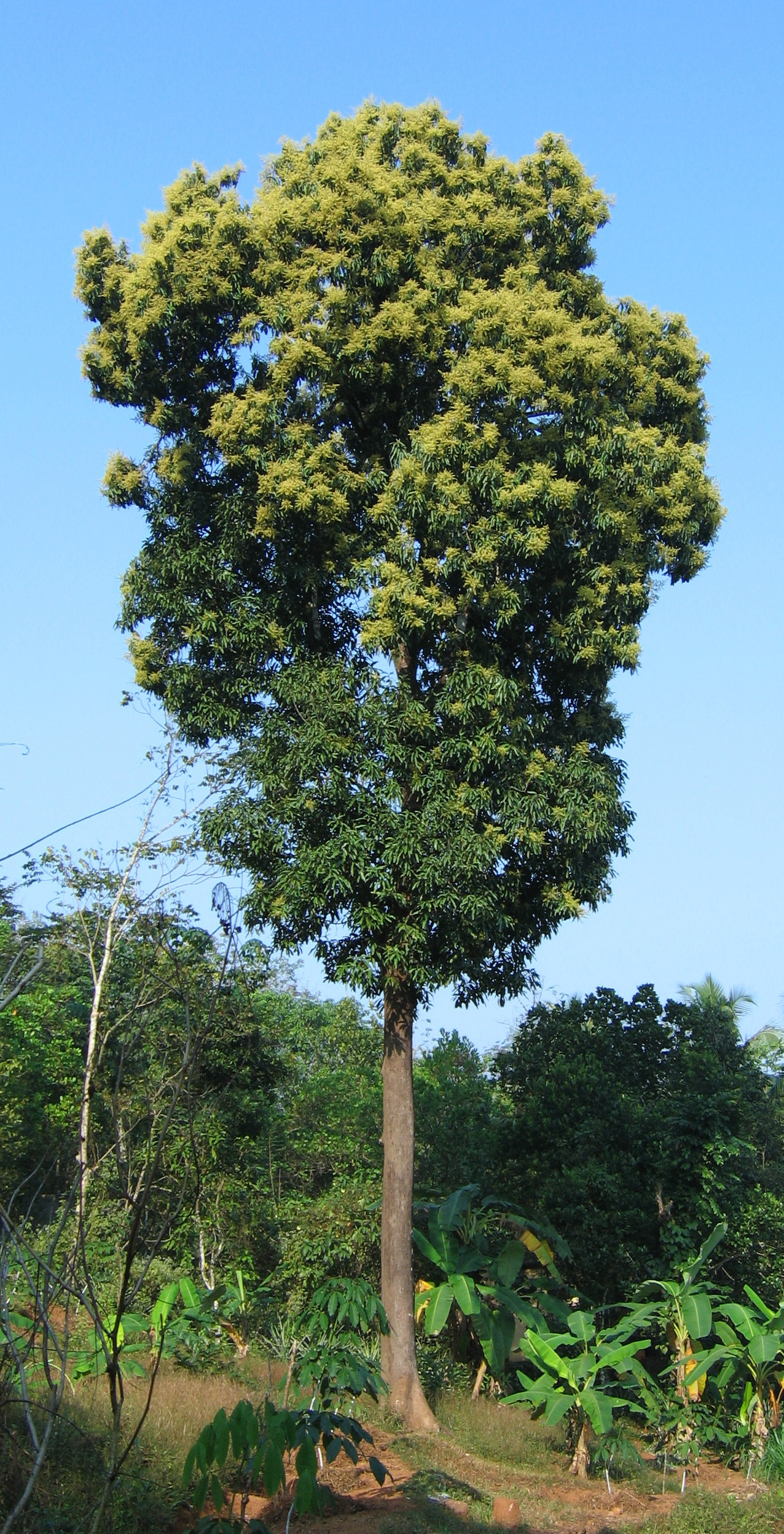
A mango tree in full bloom ở Kerala, Ấn Độ

## Các loài

### Được công nhận
- Mangifera caesia
- Mangifera casturi
- Mangifera indica: Xoài tượng, xoài
- Mangifera laurina: Xoài cọng dài, xoài núi
- Mangifera lineariflia
- Mangifera odorata: Xoài thơm
- Mangifera persiciforma
- Mangifera rubropetala
- Mangifera siamensis
- Mangifera sylvatica

### Chưa giải quyết dứt khoát
- Mangifera acutigemma
- Mangifera afraicana
- Mangifera altissima
- Mangifera amba
- Mangifera andamanica
- Mangifera anisodora
- Mangifera applanata
- Mangifera austroindica
- Mangifera axillaris
- Mangifera balba
- Mangifera beccarii
- Mangifera blommessteinii
- Mangifera bompardii
- Mangifera bullata
- Mangifera caloneura
- Mangifera cambodiana: Xoài cơm (xoài voi)
- Mangifera campnospermoides
- Mangifera camptosperma: Xoài bui, bui
- Mangifera cochinchinensis: Xoài nụt, xoài nứt
- Mangifera collina
- Mangifera decandra
- Mangifera dewildei
- Mangifera domestica
- Mangifera duperreana: Quéo, xoài lửa, mo ho
- Mangifera equina
- Mangifera flava: Xoài vàng
- Mangifera foetida: Xoài hôi, xoài cà lăm, muỗm
- Mangifera fragrans
- Mangifera gabonensis
- Mangifera gandaria
- Mangifera gedebi
- Mangifera gladiata
- Mangifera glauca
- Mangifera gracilipes
- Mangifera griffithii
- Mangifera havilandii
- Mangifera horsefieldii
- Mangifera inocarpoides
- Mangifera kemanga
- Mangifera khasiana
- Mangifera khoonmengiana
- Mangifera kukula
- Mangifera lagenifera
- Mangifera lalijiawa
- Mangifera lanceolata
- Mangifera langong
- Mangifera laxiflora
- Mangifera leschenaultii
- Mangifera linnaei
- Mangifera longipetiolata
- Mangifera macrocarpa
- Mangifera magnifica
- Mangifera maingayi
- Mangifera mariana
- Mangifera maritima
- Mangifera mekongensis: Xoài thanh ca
- Mangifera membranacea
- Mangifera merrillii
- Mangifera microphylla
- Mangifera minor
- Mangifera minutifolia: Xoài lá nhỏ, xoài rừng
- Mangifera monandra
- Mangifera mucronulata
- Mangifera nicobarica
- Mangifera oblongifolia
- Mangifera oppositifolia
- Mangifera orophila
- Mangifera oryza
- Mangifera pajang
- Mangifera paludosa
- Mangifera parish
- Mangifera parkinsonii
- Mangifera parvifolia
- Mangifera pedicellata
- Mangifera pentandra
- Mangifera philippinensis
- Mangifera polycarpa
- Mangifera pseudoindica
- Mangifera quadrifida
- Mangifera racemosa
- Mangifera reba: Quéo
- Mangifera rigida
- Mangifera rostrata
- Mangifera rubra
- Mangifera rufocostata
- Mangifera rumphii
- Mangifera salomonensis
- Mangifera sativa
- Mangifera sclerophylla
- Mangifera silvestris
- Mangifera similis
- Mangifera spathulifolia
- Mangifera subsessilifolia
- Mangifera sulavesiana
- Mangifera sumatrana
- Mangifera sumbawaensis
- Mangifera superba
- Mangifera swintonioides
- Mangifera taipa
- Mangifera taipon
- Mangifera timorensis
- Mangifera torquenda
- Mangifera transversalis
- Mangifera utana
- Mangifera verticillatta
- Mangifera viridis
- Mangifera whitmorei
- Mangifera xylocarpa
- Mangifera zeylanica

### Đồng nghĩa
- Mangifera austroyunnanensis = Mangifera indica
- Mangifera camptosperma var. linearifolia = Mangifera lineariflia
- Mangifera foetida var. odorata = Mangifera odorata
- Mangifera hiemalis = Mangifera persiciforma
- Mangifera longipes = Mangifera laurina: Xoài cọng dài, xoài núi
- Mangifera pinata Desr. = Sorindeia madagascariensis
- Mangifera pinata]] L. f. = Spondias pinnata

### Chưa xác định
- Mangifera dongnaiensis: Xoài Đồng Nai

## Chủng loại
Các loài xoài có thể chia làm hai loại, một loại có nguồn gốc từ Ấn Độ còn loại kia có nguồn gốc từ Philippines và Đông Nam Á. Chủng loại Ấn Độ không chịu được điều kiện quá ẩm ướt, có chồi non màu đỏ, dễ bị nấm mốc sương, quả đơn phôi có màu sáng và hình dạng bình thường. Chủng loại Đông Nam Á chịu được điều kiện quá ẩm ướt, có chồi màu lục nhạt hay đỏ và kháng nấm mốc sương. Quả của chúng là đa phôi có màu lục nhạt và dài hình quả thận.

## Nơi trồng ở Việt Nam
Xoài được trồng nhiều nhất ở Đồng bằng sông Cửu Long và một số khu vực miền Trung, Tây Bắc... Năm 2013, sản lượng xoài cả nước vào khoảng 780.000 tấn (đứng thứ 13 trên thế giới), riêng khu vực trồng nhiều nhất cả nước là Đồng bằng sông Cửu Long là khoảng 417.268 tấn, trong đó: Đồng Tháp 123.870 tấn, Tiền Giang 61.290 tấn, Vĩnh Long 54.230 tấn, An Giang 64.251 tấn, các tỉnh còn lại 113.627 tấn... (Nguồn Niên giám thống kê các tỉnh ĐBSCL 2014).

## Lợi ích
Vỏ quả xoài chín cũng như quả xoài có tác dụng cầm máu tử cung, khai huyết, chảy máu ruột, dưới dạng cao lỏng với liều 10g cao lỏng cho vào 120ml nước rồi cứ cách một hay hai giờ cho uống một thìa cà phê.
Chữa đau răng, viêm lợi: Vỏ xoài phơi khô 3 phần, quả me một phần, quả bồ kết một phần. Tất cả sấy khô tán nhỏ, đắp vào nơi răng đau, lợi viêm đã rửa sạch.
Nhân xoài: được người Malaysia, Ấn Độ và Brazil dùng làm thuốc trị giun sán (liều 1,5 đến 2g sấy khô, tán bột); chữa chảy máu tử cung, trĩ; kiết lị. Nhân xoài còn giảm nguy cơ gây ung thư: Phenol có trong xoài cũng như tính chất chống oxy hóa của xoài ngăn ngừa, làm giảm nguy cơ ung thư, trong đó bao gồm ung thư tuyến tiền liệt. Ngoài ra, chất xơ pectin của xoài cũng giúp ngăn ngừa ung thư.
Với bệnh kiết lị, nghiền 20 đến 25g nhân với 2 lít nước, nấu kỹ cho tới khi cạn còn hơn 1 lít thì lọc để bỏ bã, thêm vào nước lọc 300 - 400g đường và tiếp tục đun cho tới khi còn 1 lít. Mỗi ngày dùng hai hay ba lần, mỗi lần dùng 50 đến 60g thuốc chế như trên. Đây là công thức của người Philippines.
Vỏ thân xoài (dùng tươi hoặc khô): Tươi thì giã vắt lấy nước, được dùng như vỏ quả, vỏ khô dưới dạng thuốc sắc được dùng chữa thấp khớp (đắp nóng bên ngoài), hoặc rửa khí hư bạch đới của phụ nữ. Tại miền Bắc Việt Nam, vỏ được dùng sắc uống chữa sốt hay chữa đau răng.
Nhựa vỏ cây xoài: có màu đen không mùi, vị đắng hắc, để ra không khí đặc lại, hoà vào nước chanh dùng bôi trị ghẻ lở.
Lá xoài: được dùng tại một số vùng ở Ấn Độ để nuôi trâu bò nhưng lá già chứa một lượng nhỏ chất độc cho nên nếu trâu bò ăn lâu ngày có thể gây ngộ độc chết trâu bò.

## Hình ảnh

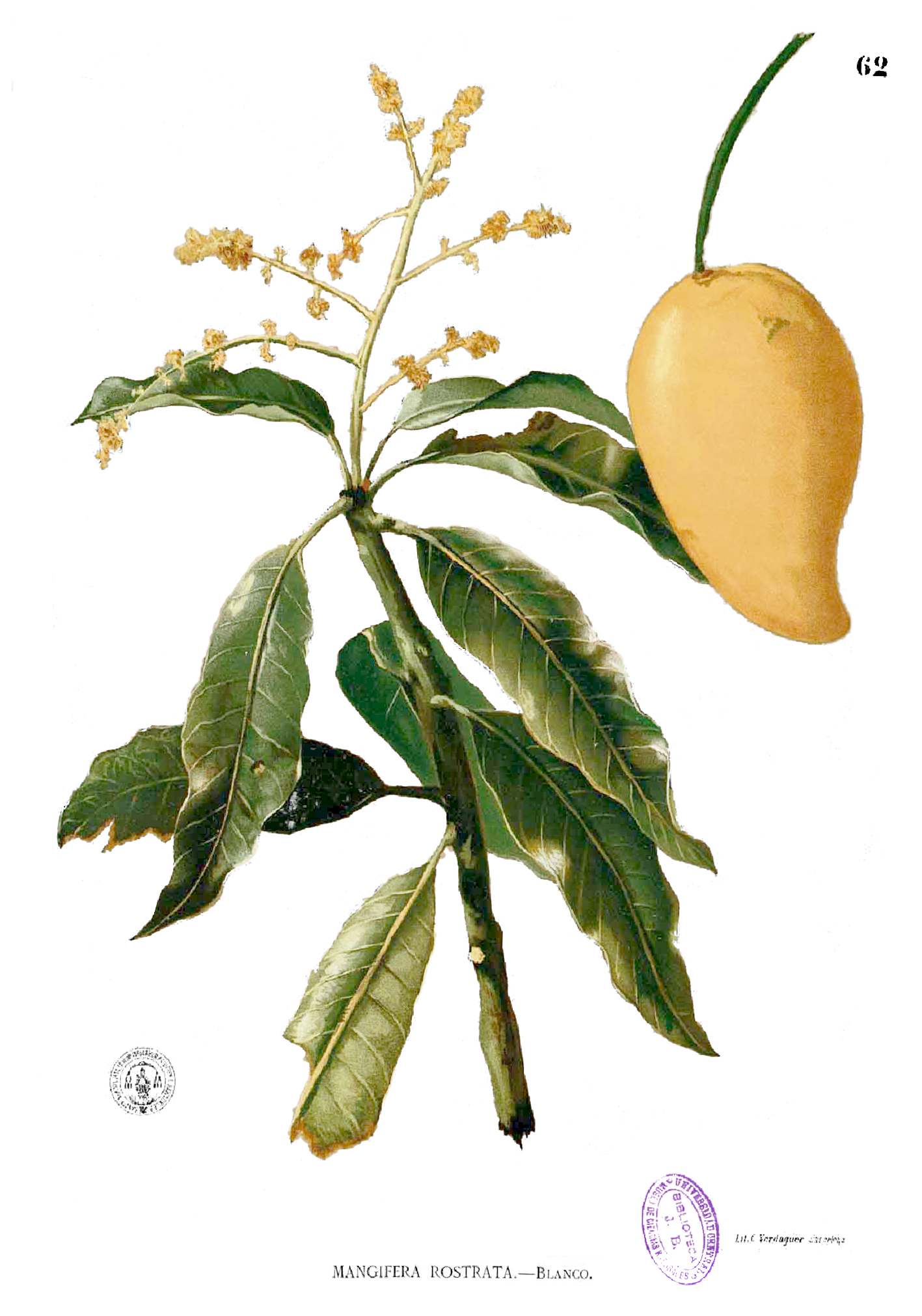
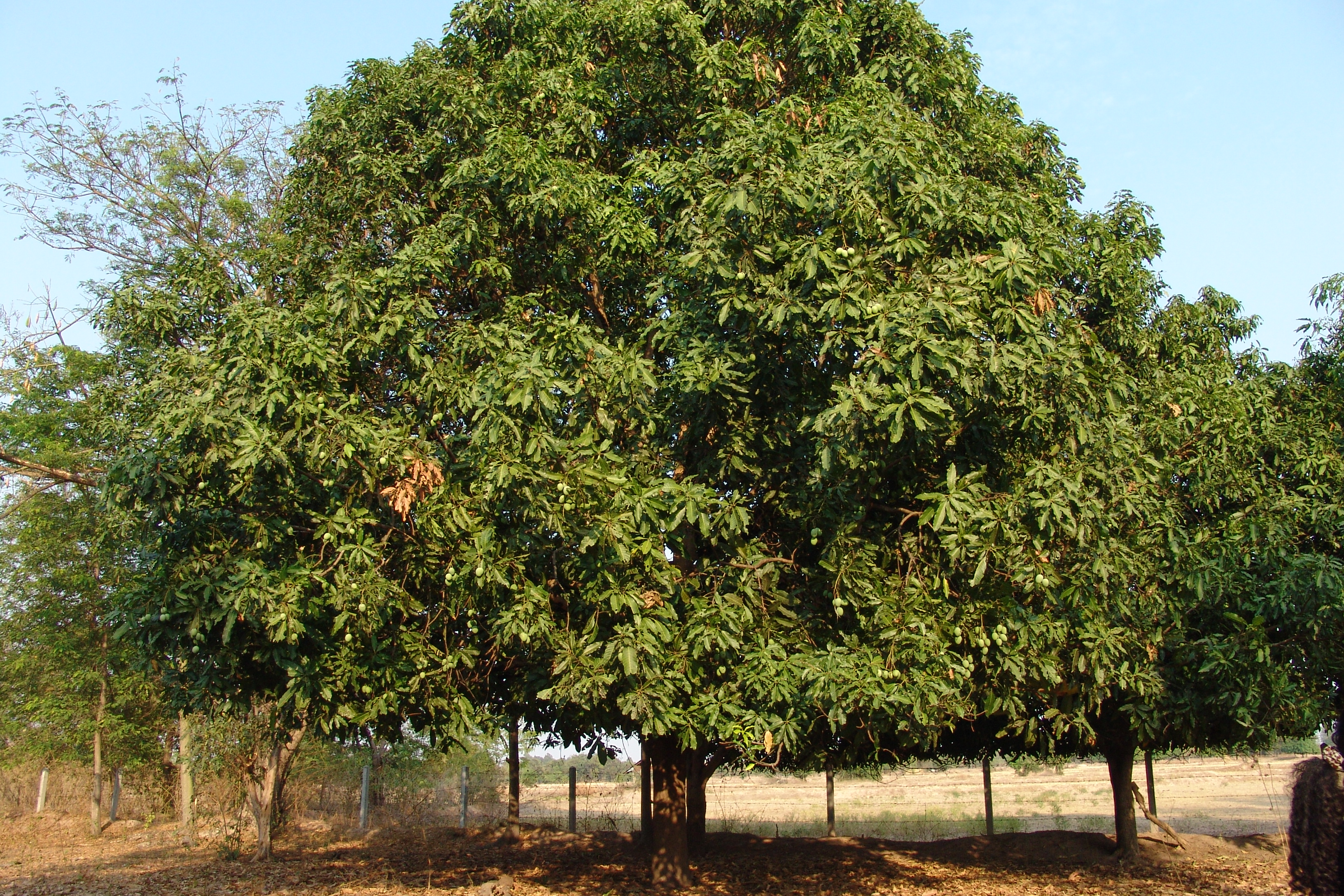
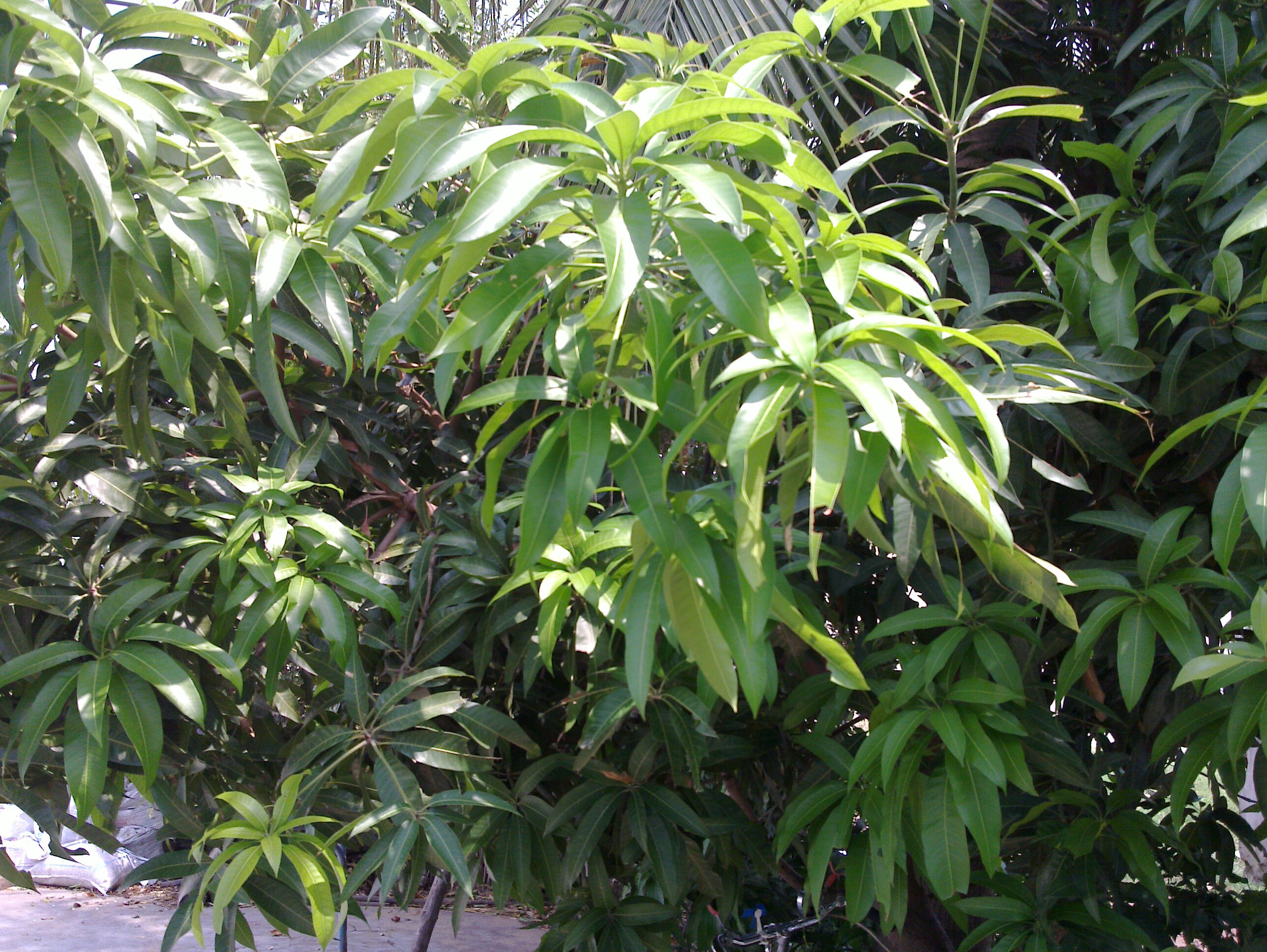
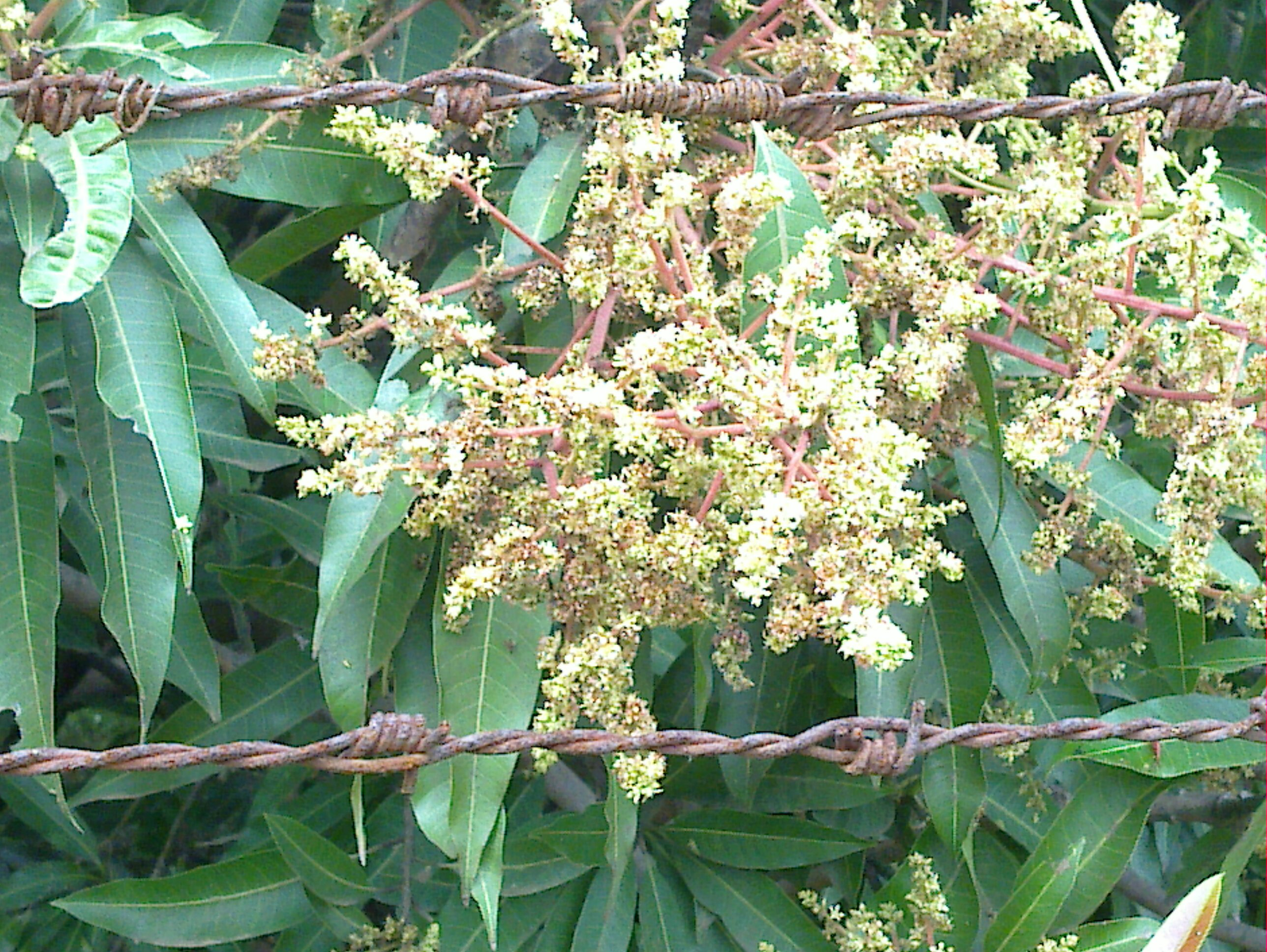

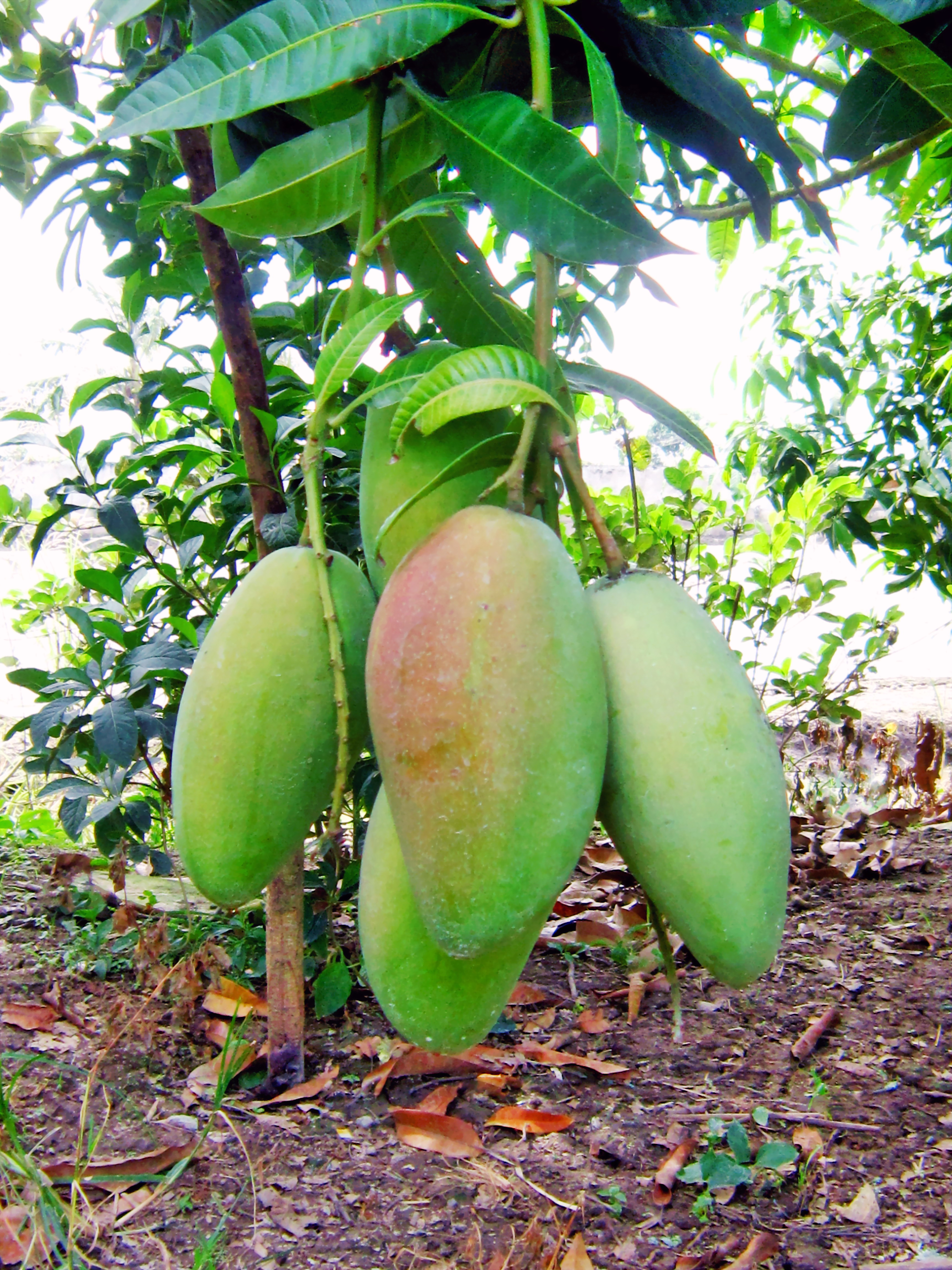
Một loại xoài ghép (chưa biết tên khoa học) cho trái lớn và thơm ngon ở miền Nam Việt Nam.
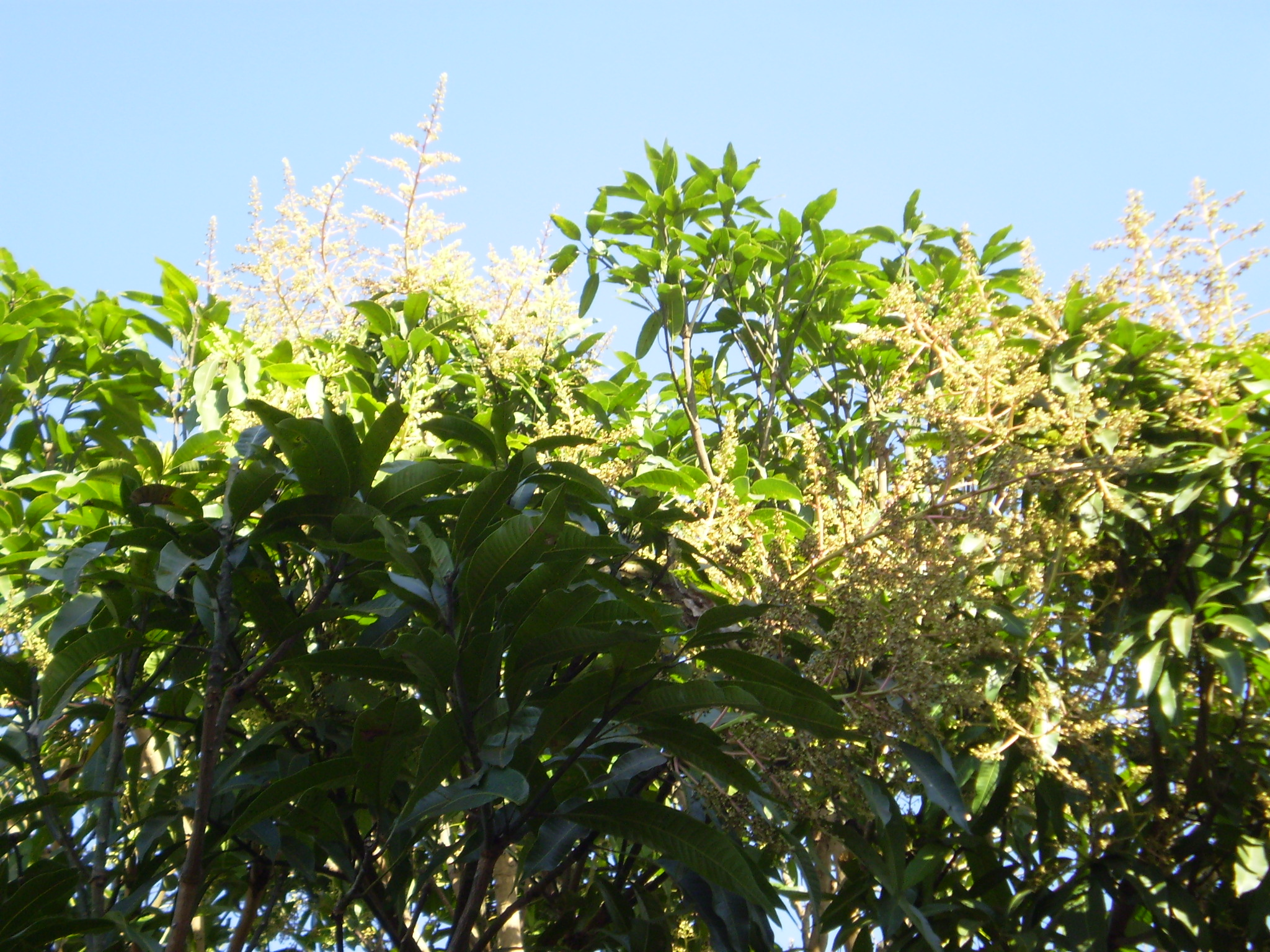
Hoa xoài.
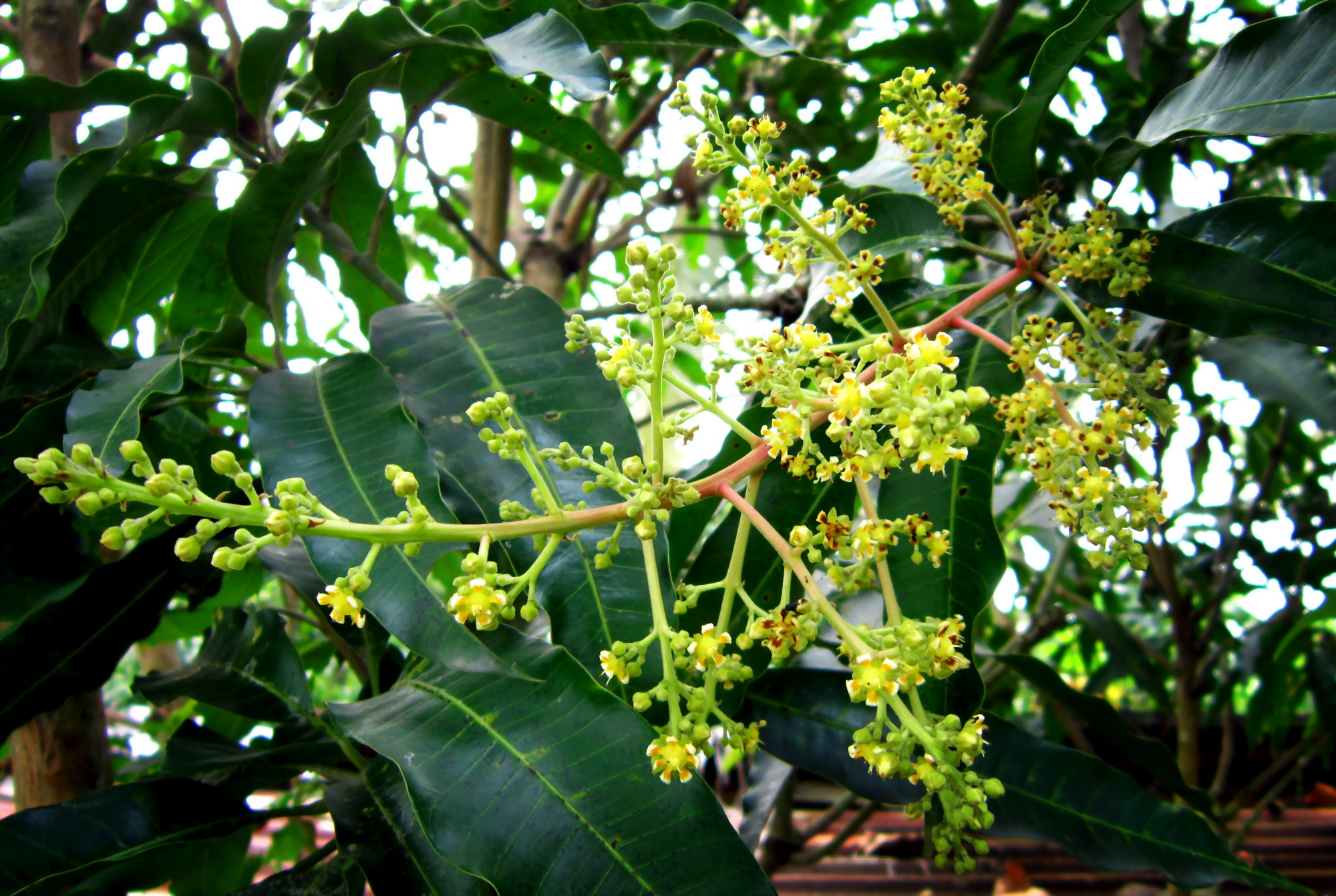
Một nhánh hoa xoài.
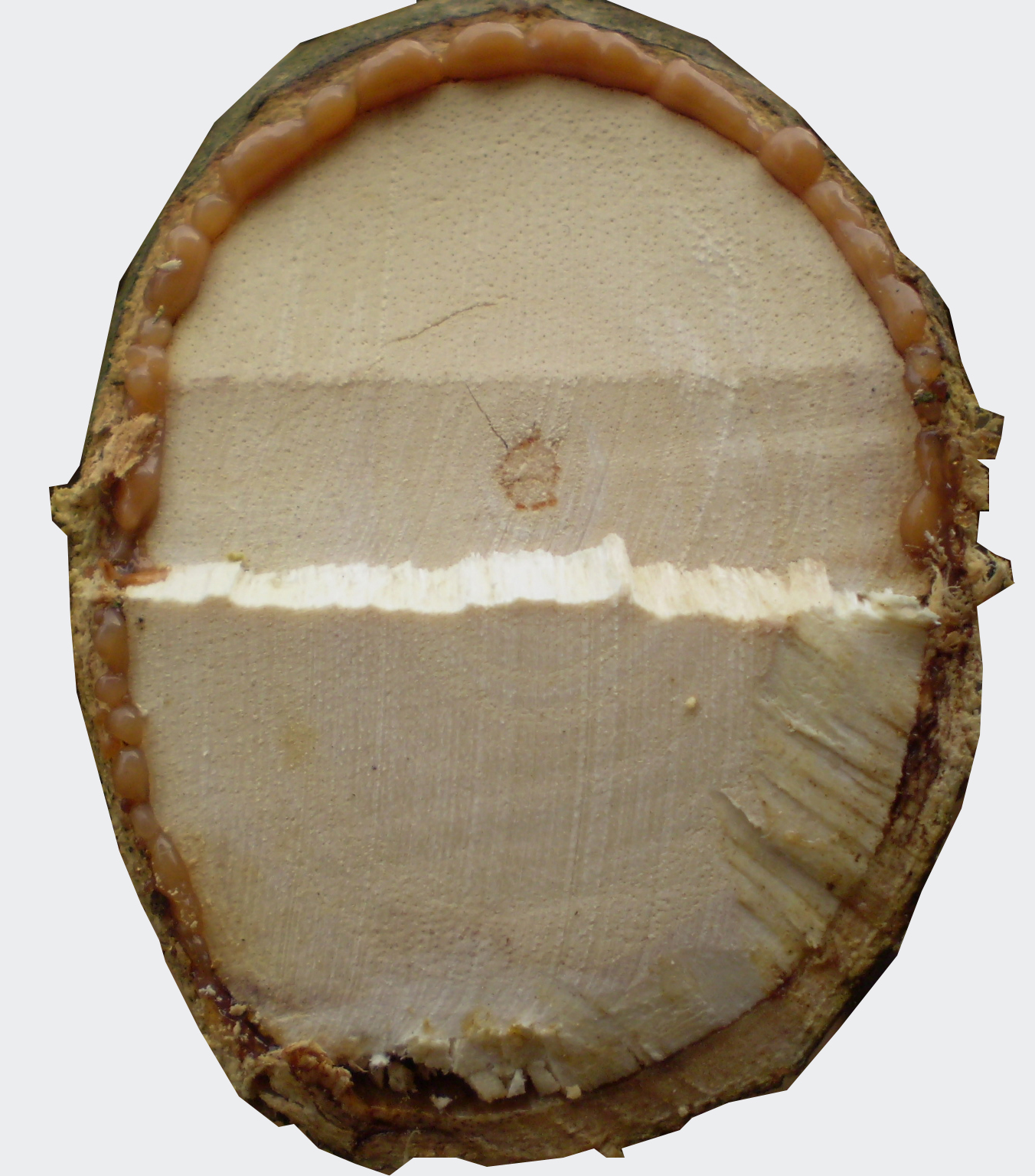
Mặt cắt của thân cây xoài.
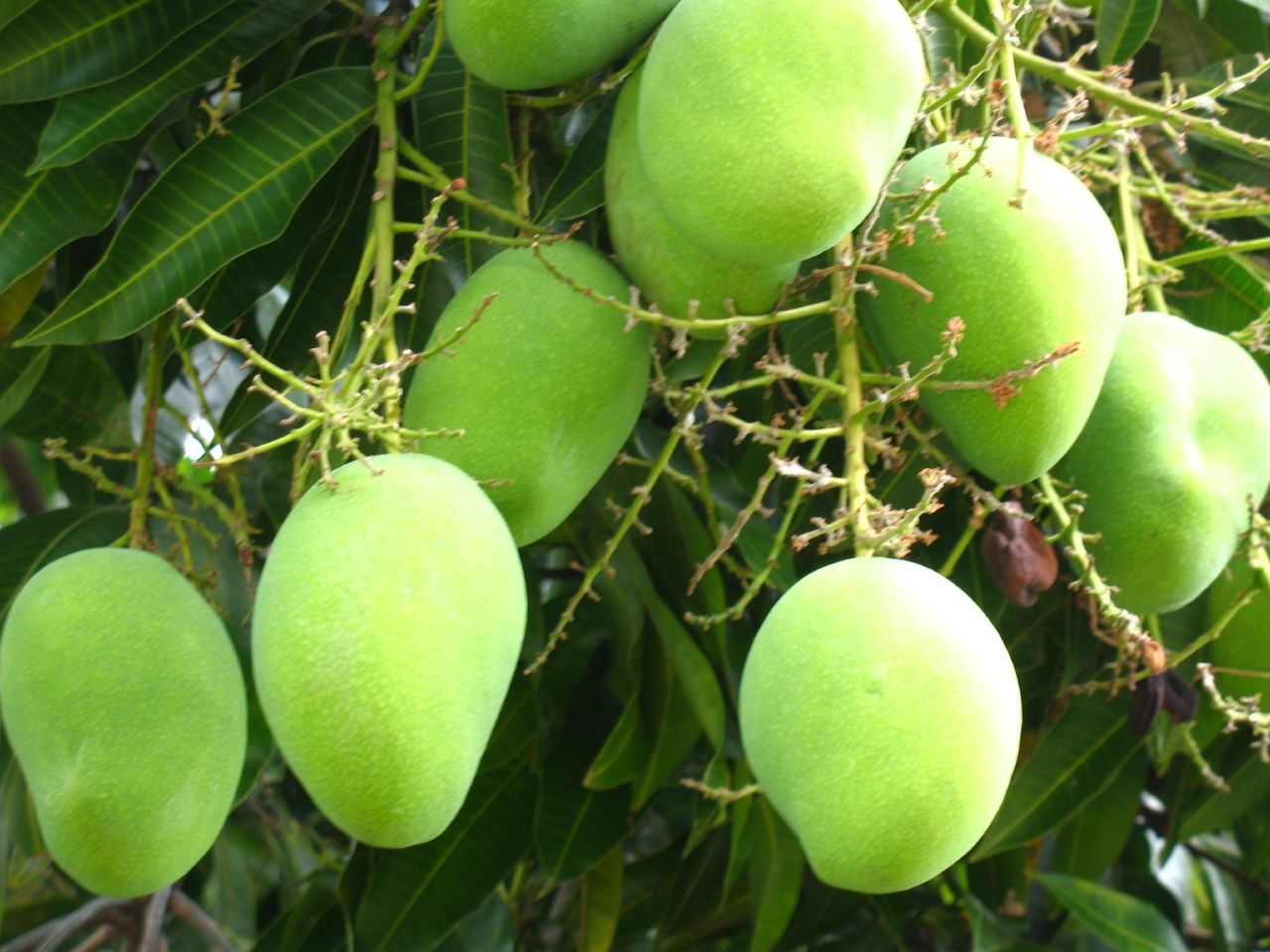
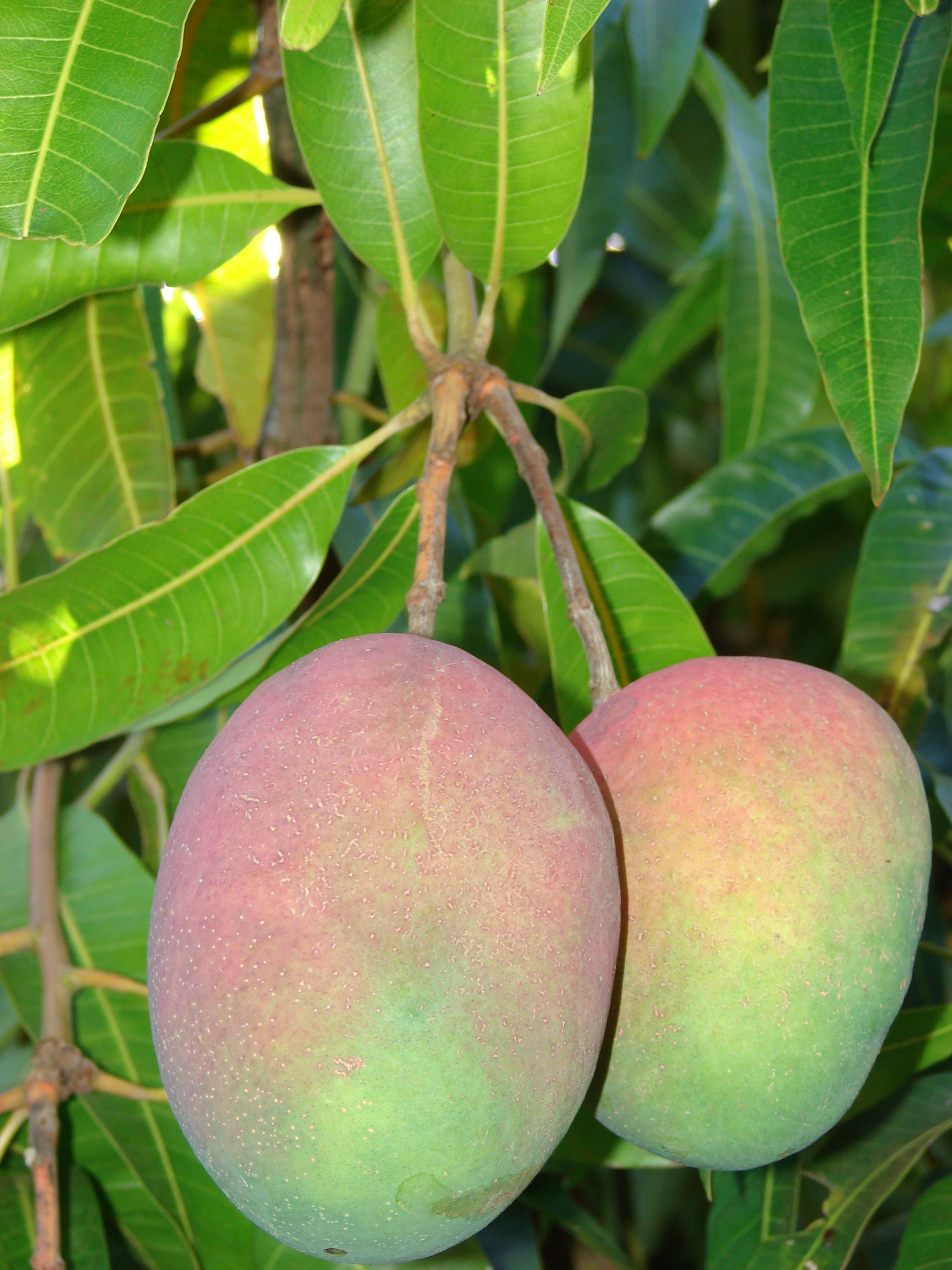
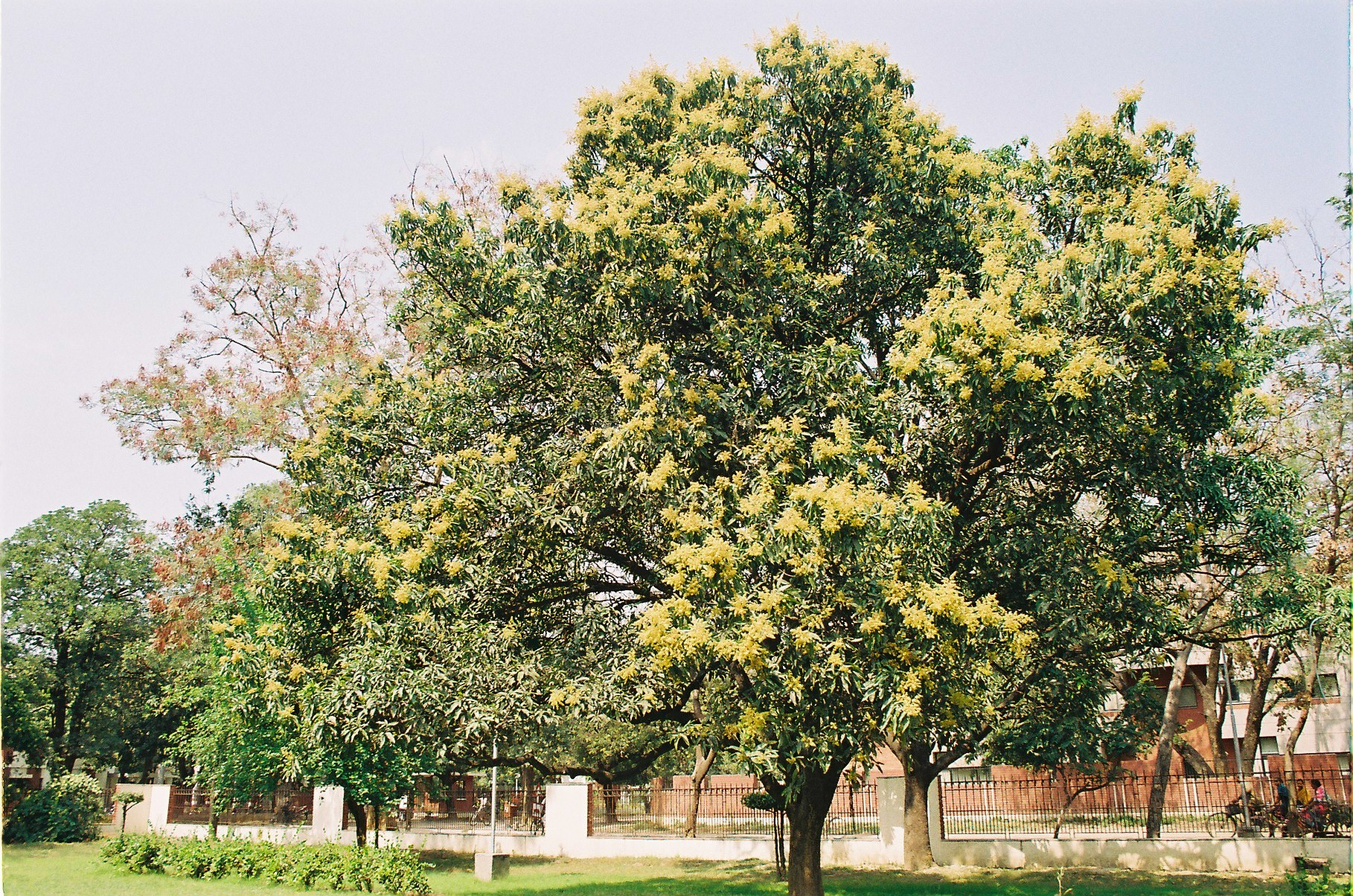
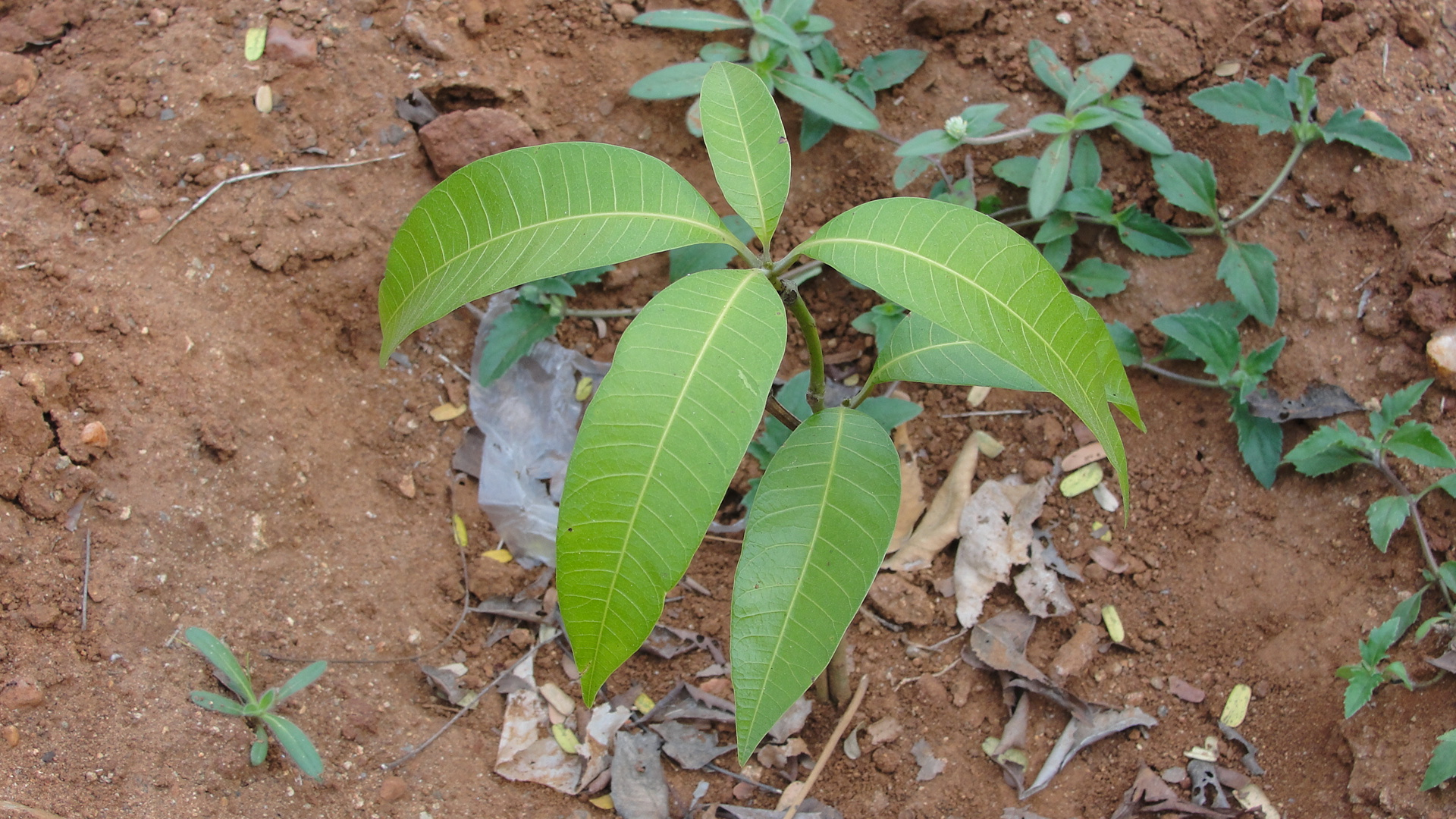